# Porteuse d'eau (Joseph Bernard)
Pour les articles homonymes, voir La Porteuse d'eau.

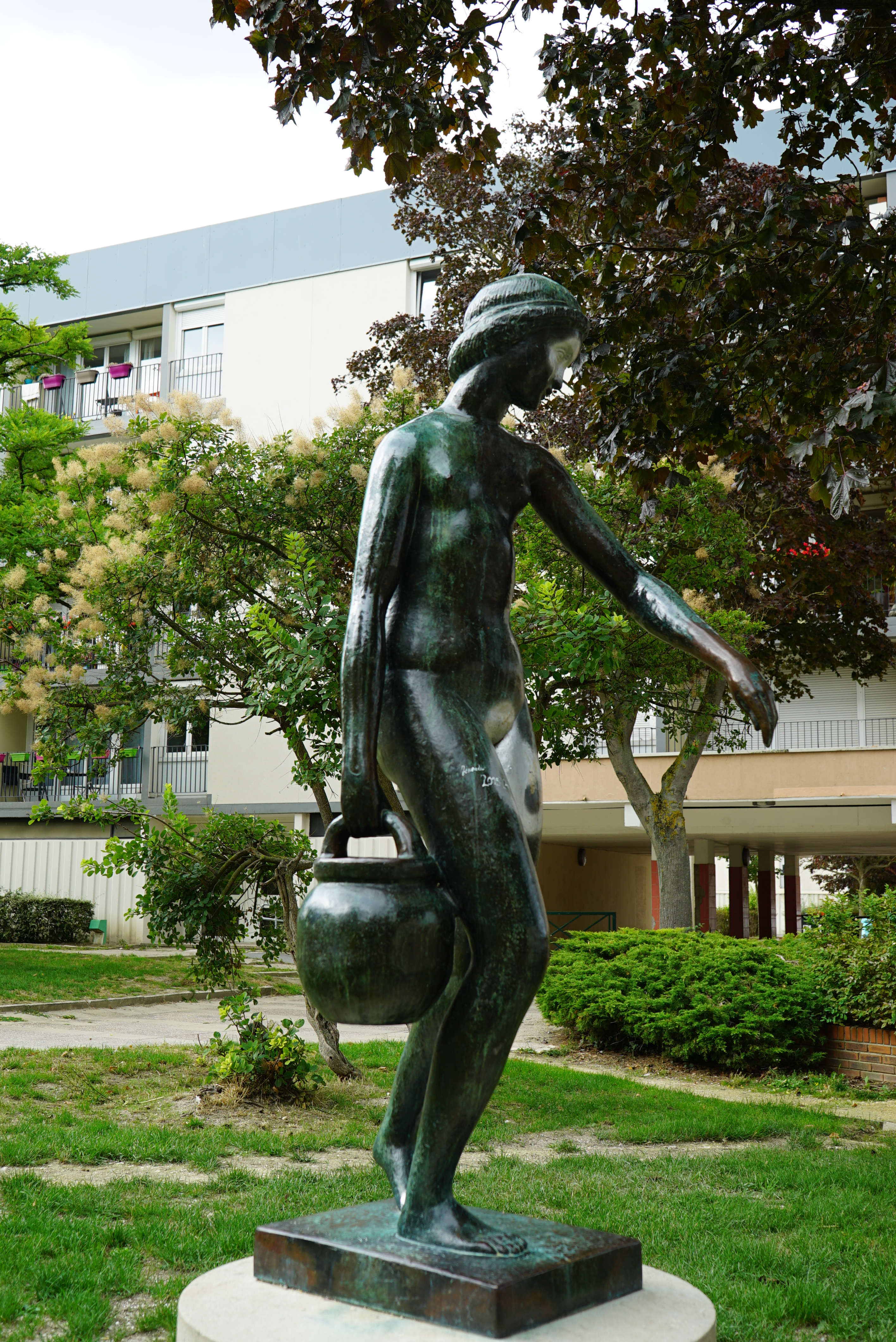
La porteuse d’eau

La Porteuse d’eau ou Jeune fille à la cruche est une sculpture de Joseph Bernard située à Reims. 

## Histoire
Un plâtre de cette œuvre, également intitulée la «Jeune fille à la cruche», a été exposé au Salon d'Automne en 1912, puis à l'Armory Show en 1913. L'édition coulée était limitée à douze exemplaires, sous le contrôle de l'artiste lui-même, puis celui de son unique fils Jean Bernard. Seuls deux bronzes ont été coulés du vivant de Joseph Bernard.
Cette œuvre a fait l’objet de modèles réduits et de versions coupées de ce modèle: torses, bustes, têtes, corps avec ou sans tête, avec ou sans bras.

## Situation
L’œuvre est visible devant le square Demaison à Reims. Elle a été installée en 1970 lors de la création du quartier Europe de Reims.

## Description
Elle a une dimension de 1,75 mètre. Elle se présente sous la forme d’une femme nue, en bronze patiné, portant un seau au bout de son bras droit. Les cheveux ceints d’un bandeau. Le bronze a été poli pour refléter la lumière.
La statue porte le n°8 et fait partie d’une série de 12 exemplaires.

## Signalisation
Elle ne fait pas l’objet d’une signalétique mais porte le chiffre « 8 » et « J.Bernard » en creux dans le bronze.

## Auteurs
- Joseph Bernard  (1866 – 1931)

## Autres